# Julian Fałat

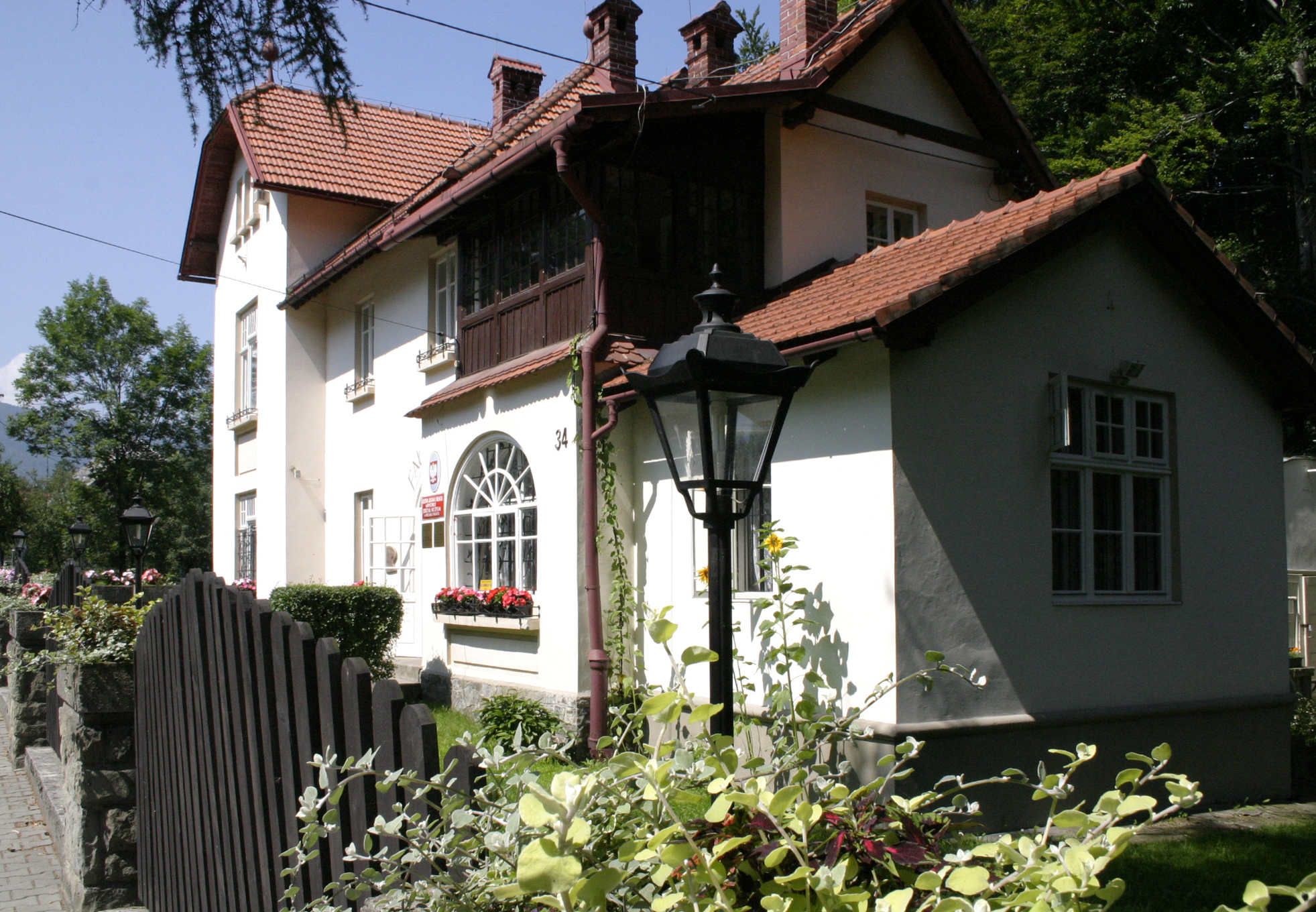
Musée Julian Fałat à Bystra

Julian Fałat, né le 30 juillet 1853 dans le village de Tuligłowy près de Lviv et mort le 9 juillet 1929 à Bystra en Silésie, était un peintre et aquarelliste portraitiste et paysagiste polonais.
Julian Fałat fit ses études artistiques à l'Académie des beaux-arts de Cracovie, puis à l'Académie des beaux-arts de Munich. 
En 1885, il entreprit un tour du monde qui influença son parcours artistique.
En 1886, il accepta de devenir le peintre officiel de la cour de Guillaume II d'Allemagne et de s'installer à Berlin.
Durant la Seconde Guerre mondiale, une partie de ses œuvres furent pillées par les Nazis. Depuis, certaines d'entre elles réapparaissent sur le marché de l'art entre les mains commissaires-priseurs. Néanmoins une grande partie de ce patrimoine artistique est demeuré dans la famille de l'artiste.
Julian Fałat devint recteur de l'Académie des beaux-arts de Cracovie. Il se distingua de ses prédécesseurs par l'énergie et le dynamisme qu'il dépensa pour le rayonnement de cette institution. Avec lui, son établissement prit le titre d'Académie des beaux-arts. Il introduisit deux nouveaux départements pédagogiques, le graphisme et l'architecture. Il favorisa l'émergence d'un panel d'artistes et autant de courants artistiques. De nombreux peintres eurent leurs entrées à l'académie, tels que Théodor Axentowicz, Jacek Malczewski, Jan Stanisławski (en), Leon Wyczółkowski, Konstanty Laszczka (en), Józef Mehoffer, Stanisław Wyspiański, Wojciech Weiss, Józef Pankiewicz et Bronisław Chromy, ce dernier devenant même recteur de l'Académie des beaux-arts. 
Il fut un des plus grands aquarellistes polonais, dans les domaines du portrait et du paysage et fut un représentant du courant impressionniste de Pologne. Il fit partie du mouvement artistique de la Jeune Pologne.
Julian Fałat disait : « L’art polonais doit exprimer notre histoire et notre foi ainsi que nos qualités et nos défauts ; il doit être l’expression de notre terre de notre ciel et de nos idéaux. » 
Un musée lui est consacré dans la ville de Bystra où il mourut en 1929.